# Christian Kofane
Christian Michel Kofane (* 26. Juli 2006 in Douala) ist ein kamerunischer Fußballspieler, der seit Juli 2025 bei Bayer 04 Leverkusen unter Vertrag steht.

## Laufbahn

### Verein
Nach Stationen in seiner Heimat bei AS Vatican Sport Étude und AS Nylon wechselte er November 2024 in die Jugendabteilung von Albacete Balompié, nachdem der Verein eine Partnerschaft mit AS Nylon eingegangen war. Nach guten Leistungen in der A-Jugend-Auswahl, wurde er von Trainer Alberto González im Januar 2025 in die Profimannschaft berufen. Sein Profidebüt gab Kofane am 11. Januar 2025 im Alter von 18 Jahren, als er beim 2:2-Unentschieden in der Segunda División gegen Racing de Santander in der Startelf stand und gleich den Führungstreffer erzielte. In seiner Debütsaison erzielte Kofane 8 Treffer in 20 Einsätzen (davon 17 in der Startelf), was ihn zu einem der begehrtesten Jungstürmer im spanischen Fußball machte.
Im Juli 2025 wechselte er zu Bayer 04 Leverkusen.

### Nationalmannschaft
Im September 2024 bestritt Kofane inoffizielle Freundschaftsspiele mit der kamerunischen U20-Nationalmannschaft.